# Herbert Hupka
Herbert Hupka (ur. 15 sierpnia 1915 w Diyatalawa na Cejlonie, zm. 24 sierpnia 2006 w Bonn) – niemiecki polityk i dziennikarz. Długoletni chadecki (CDU) deputowany do Bundestagu.

## Życiorys
Pochodził z żydowsko-niemieckiej rodziny. Matka, Sara Rosenthal, była z pochodzenia Żydówką urodzoną w Strzelcach Opolskich w rodzinie ewangelickiej, natomiast ojciec, Erich Hupka, mieszkał w Żorach. Herbert Hupka urodził się na Cejlonie w obozie dla internowanych, gdyż jego ojciec, profesor fizyki, udawał się do Jiaozhou (wraz z żoną) jako wykładowca, ale wybuch I wojny światowej spowodował zatrzymanie statku przez Anglików i internowanie pasażerów. Do Niemiec Hupkowie wrócili w 1919 (ojciec zmarł w drodze) i osiedlili się w Raciborzu. W czasie II wojny światowej Herbert Hupka służył w Wehrmachcie, awansował do stopnia podporucznika. Potem walczył we Francji i na Bałkanach. Ze względu na pochodzenie matki został jednak zdegradowany i osadzony w więzieniu, następnie uwolniony. Matkę wywieziono do obozu w Terezinie, który przeżyła.
Po wojnie odnalazł matkę i wraz z nią wyjechał do Monachium. Został dziennikarzem i związał się z SPD. Równocześnie działał w środowisku niemieckich wypędzonych podzielając rozpowszechnione w nim poglądy, że postanowienia poczdamskie i wyznaczona wówczas granica na Odrze i Nysie są tymczasowe, a deportowani po wojnie Niemcy będą mogli wrócić w rodzinne strony. W latach 1969–1987 zasiadał w Bundestagu. Został szefem Ziomkostwa Śląsk i wiceprzewodniczącym Związku Wypędzonych. To za jego sprawą Bundestag przyjął rezolucję zawierającą stwierdzenie, że przyjęcie nowych członków do Unii Europejskiej musi się wiązać z uznaniem prawa wypędzonych do powrotu i odszkodowań. Sam o sobie mówił: Jestem obrońcą starych wielkich Niemiec, w starych prawowitych granicach.   
W 1970, gdy socjaldemokratyczny kanclerz Willy Brandt podpisał z PRL traktat normalizujący stosunki i uznający polsko-niemiecką granicę przeszedł do CDU. Wchodził w konflikt również z chadeckim kanclerzem Helmutem Kohlem. W 1985 pod presją partii i opinii publicznej musiał zmienić hasło zjazdu Ziomkostwa z „40 Jahre Vertreibung – Schlesien bleibt unser” (40 lat wypędzenia – Śląsk pozostaje nasz) na „40 lat wypędzenia – Śląsk pozostaje naszą przyszłością w Europie wolnych narodów”. Po zjednoczeniu Niemiec bezskutecznie protestował przeciwko nowemu polsko-niemieckiemu traktatowi granicznemu.
Jednak później, jako pierwszy polityk z kręgów wypędzonych, uznał traktat i granicę. O Polsce wypowiadał się w coraz cieplejszym tonie.
Hupka zawsze czuł się raciborzaninem i chętnie wracał do miasta swojej młodości. Nie odmówił, gdy w listopadzie 1994 został za pośrednictwem działaczy DFK (Deutsche Freundschaftskreise / Niemieckich Kołach Przyjaźni) poproszony o pomoc w załatwieniu dotacji na budowę oczyszczalni ścieków. Pomógł w uzyskaniu 5 milionów marek zachodnioniemieckich. Tak znaczna pomoc spowodowała, że rada miasta przyznała mu tytuł „Zasłużonego dla Miasta Raciborza”. W 1997 wspomógł znów Racibórz po wielkiej powodzi. W tym samym roku samorząd miasta nadał Hupce tytuł Honorowego Obywatela Raciborza. Zmarł w wieku 91 lat, do końca życia był członkiem CDU i praktykującym katolikiem.